# بوطالب
بوطالب (بالإنجليزية: Boutaleb) هي بلدة وبلدية جزائرية تقع شمال شرق الجزائر تابعة إداريًا لدائرة صالح باي، في ولاية سطيف، تقع على بعد 82 كم جنوب مدينة سطيف، بلغ تعدادها السكاني حوالي 9805 نسمة (إحصاء سنة 2008)، يمر بها الطريق الوطني رقم 28، والطريق الولائي رقم 9. تقع على السفوح الشرقية لجبل بوطالب مِن سلسلة تضاريس الأطلس التلّي. تُشكّل نقطة حدودٍ فاصلةٍ بين منطقة الحضنة غرباً وجنوباً، ومنطقة الأوراس إلى الجنوب الشرقي، والهضاب العليا شمالاً حتى حدود جبال منطقة جنوب القبائل الصغرى. وهي ذات طابع جبلي. وهي إحدى البلديات المتضررة من العشرية السوداء.

## التسمية
اسم البلدية بوطالب نسبة إلى جبل بوطاب.

## جغرافيا

### الموقع
بلدية بوطالب، تبعد عن ولاية سطيف بـ 82 كلم جنوباً. يمر بها الطريق الوطني رقم 28 بها الرابط بين مدينة سطيف، وبريكة والمؤدي إلى مدينة عين التوتة...
- الارتفاع : 1200 متر فوق سطح البحر

### التضاريس
تحيط بها من كلّ جوانبها جبال صخرية تكسوها أشجار الصنوبر والعرعَر والطاقّة والكروش (البلوط) والكليل (الإكليل) والضرو والبقنون (من أنواع الأرز) مُشكِّلة حصوناً وأسواراً طبيعية. تضاريسها وعرة كوعورة دروبها الترابية الصلبة وطرقاتها الصّاعدة أو المنحدرة بحسب اتجاهك.

## التقسيم الإداري
تتكون البلدية، إضافة لمقرها الذي يحمل نفس الاسم، عدة تجماعات سكانية وقرى مبعثرة في أرجاء البلدية وهي:
- بردعة
- بني ماي
- بولرجام
- قنيفة
- انوال
- أم عمر بوجليح
- الدار البيضاء

## السكان
بلغ عدد سكان البلدية في آخر إحصاء سكاني 9 456 نسمة (تعداد 2008) يتركز معظمهم في بوطالب مركز (5 347 نسمة) و987 في التجمع الثانوي و3 122 في القرى والمداشر المبعثرة. وبلغ عدد الإناث4 774 والذكور4 681، بمعدل النمو السنوي 1.3 %.
شهدت البلدية نزوحاً هائلاً لسكانها خلال العشرية السوداء وكانت من أكبر البلديات سكاناً 16000 نسمة سنة 1992.

## التاريخ
تعتبر المنطقة الثورية الأولى في ولاية سطيف، ومن أشهر معاركها معركة بورياش بجبل بوطالب فيها، حيث دامت 20 ساعة من 03.30 صباحاً إلى 11.30 ليلاً، تزامنت هذه المعركة وزيارة ديغول للمنطقة سنة 1960، حيث استخدمت فيها فرنسا كامل قوتها وسخرت لها العدة والعتاد، أي ما يقارب 67 طائرة من مختلف الأنواع بـ 26 سكاي هوك، ميراجالطائرة الصفراء وما يقارب 70 ألف جندي عسكري فرنسي، حيث طوقت المكان من كل النواحي واستعملت أيضا مختلف الدبابات ومدفعية الميدان، حيث أن المستدمر الفرنسي وجنوده طوقوا جبل بوطالب من جميع الجهات وبعد ذلك تم إطلاق النار من جميع مراكزهم اتجاه النقطة المستهدفة وهي جبل بوطالب مكان المعركة.
أستشهد في هذه المعركة 18 شهيد و16 جريح وما زال منهم 07 على قيد الحياة، من بين الشهداء الذين أستشهدوا في هذه المعركة، الشهيد بيبي رابح وهذا بقصف الطائرات في أول رمضان الموافق لـ 02 مارس1960، حيث كان يحمل المدفع الرشاش (FM) من نوع (فامبار) أمريكي الصنع.
ومن الرجال الذين شاركوا في هذه المعركة وبمعية الشهيد نذكر على سبيل المثال مجاهدين ما زالوا على قيد الحياة من الذين عايشوا المعركة:
- سرياني عبد القادر من بسكرة
- الذوادي يحياوي من بريكة
- علاوة مريني من بريكة
- اوصيف المداني من بوطالب
- اوصيف عمر من بوطالب

## المرافق
أنجزت مؤخراً ثانوية دشنها الوالي نور الدين بدوي عام 2009.

## الرياضة
تملك بلدية بوطالب فريقاً لكرة القدم، ولكنه انتهى في السنتين الأخيرتين بسبب نقص الدعم لهذا الفريق.

## المناخ
الطقس : بوطالب
تتميز بلدية بوطالب بشتاء بارد وممطر، كما تعرف المنطقة هطول ثلوج كثيفة لأيام عديدة من فصل الشتاء، وبداية فصل الربيع " كالعديد من المناطق الداخلية الجزائرية "، أما فصل الصيف فهو حار نسبيا وجاف.
طبيعتها قاسية ذات مناخ قارّي؛ قارصٌ شتاءً، وحارٍّ صيفاً، لكنّه منعش لوجود الغابات، ولكثرة البساتين والينابيع والعيون والآبار والجداول التي كانت في وقتٍ مضى سائلةً على مدار أيام السنة.

## وصلات خارجية
- موقع ولاية سطيف
- مدونة التربية والتعليم (موقع مديرية التربية لولاية سطيف)
- مديرية التجارة لولاية سطيف
- إذاعة سطيف (البث الحي)
- الموقع الرسمي لمديرية التخطيط والتهيئة العمرانية لولاية سطيف
- سطيف انفو - عربي، فرنسي
- السطايفي - سطيف الجزائر - فرنسي
- سطيف - فرنسي